# 布爾博奈 (伊利諾伊州比羅縣)
布爾博奈（英語：Bourbonais）是位於美國伊利諾伊州比羅縣的一個鬼鎮。由於此地已於1864年被荒廢，本地已無人居住。

## 地理
布爾博奈的座標為41°20′37″N 89°38′07″W / 41.34361°N 89.63528°W，而該地的平均海拔高度為208米（即682英尺）。